# Nová Pec
Nová Pec (niem. Neuofen) – wieś gminna, w kraju południowoczeskim, w powiecie Prachatice.
Położona jest na skraju gór Szumawy, w pobliżu granicy z Austrią oraz nad zbiornikiem Lipno.
Wieś jest początkiem kilku szlaków turystycznych wiodących w góry Szumawy. Na jej terenie znajduje się zabytek techniki Kanał Schwarzenberski (Schwarzenberský plavební kanál), a także górskie Plešné jezero, obok które wznosi się  pomnik obelisk poświęcony Adalbertowi Stifterovi (Stifterův památník).

## Historia i teraźniejszość
Wieś założono w połowie XVII stulecia, ale po raz pierwszy wieś wzmiankowano w 1720 roku. Tereny te były własnością Eggenbergów, a w połowie XVIII wieku przeszły w ręce Schwarzenbergów. W połowie tego stulecia wieś liczyła 27 domów. W 1900 roku mieszkało tutaj 476 osób w 66 domach.
W okresie międzywojennym nastąpił rozwój wsi, związany z turystyką i narciarstwem. Sporo ludzi było zatrudnionych w książęcych dobrach leśnych, ale rozwój techniki sprawił, że liczba osób trudniących się wyrębem drzew spadła. Obecnie również praca w leśnictwie jest najpopularniejsza wśród mieszkańców; pozostali trudnią się obsługą turystyki oraz pracują w Parku Narodowym Szumawa.
W miejscowości jest stacja kolejowa Nová Pec.

## Części gminy
- Nová Pec (Neuofen),
- Bělá (Parkfried), po drugiej stronie zbiornika Lipno,
- Dlouhý Bor (Langhaid),
- Jelení (Hirschbergen),
- Láz (Gehäng),
- Nové Chalupy (Neuhäuser),
- Pěkná (Schönau).

Na terenie gminy znajduje się także opuszczona wioska (osada) Ovesná (Haberdorf).

## Transport
Nová Pec posiada własny dworzec kolejowy na trasie Czeskie Budziejowice - Nové Údolí / Volary (od 1892 roku). Przystanki kolejowe znajdują się też w wiosce Pěkná oraz w osadzie Ovesná.